# 395 př. n. l.

## Hlava státu
- Perská říše – Artaxerxés II. (404 – 359 př. n. l.)
- Egypt – Nefaarudž I. (398 – 393 př. n. l.)
- Bosporská říše – Satyrus (433 – 389 př. n. l.)
- Sparta – Pausaniás (409 – 395 př. n. l.) » Agésipolis I. (395 – 380 př. n. l.) a Agésiláos II. (399 – 360 př. n. l.)
- Athény – Phormion (396 – 395 př. n. l.) » Diophandus (395 – 394 př. n. l.)
- Makedonie – Aeropos II. (396 – 393 př. n. l.)
- Epirus – Tharrhypas (430 – 392 př. n. l.)
- Odryská Thrácie – Amadocus I. (408 – 389 př. n. l.) a Seuthes II. (405 – 387 př. n. l.)
- Římská republika – tribunové P. Cornelius Cossus, Lucius Furius Medullinus, P. Cornelius Scipio, Q. Servilius Fidenas, K. Fabius Ambustus a M. Valerius Lactucinus Maximus (395 př. n. l.)
- Syrakusy – Dionysius I. (405 – 367 př. n. l.)
- Kartágo – Mago II. (396 – 375 př. n. l.)